# Besançon (quận)
Quận Besançon là một quận của Pháp, nằm ở tỉnh Doubs, trong vùng Franche-Comté. Quận này có 17 tổng và 316 xã.

## Các đơn vị hành chính

### Các tổng
Các tổng của quận Besançon là: 
1. Amancey
2. Audeux
3. Baume-les-Dames
4. Besançon-Est
5. Besançon-Nord-Est
6. Besançon-Nord-Ouest
7. Besançon-Ouest
8. Besançon-Planoise
9. Besançon-Sud
10. Boussières
11. Marchaux
12. Ornans
13. Pierrefontaine-les-Varans
14. Quingey
15. Rougemont
16. Roulans
17. Vercel-Villedieu-le-Camp

### Các xã
Các xã của quận Besançon, và mã INSEE là: 
| 1. Abbans-Dessous (25001)           | 2. Abbans-Dessus (25002)              | 3. Abbenans (25003)                    | 4. Adam-lès-Passavant (25006)         |
| 5. Adam-lès-Vercel (25007)          | 6. Amagney (25014)                    | 7. Amancey (25015)                     | 8. Amathay-Vésigneux (25016)          |
| 9. Amondans (25017)                 | 10. Arc-et-Senans (25021)             | 11. Arguel (25027)                     | 12. Athose (25028)                    |
| 13. Audeux (25030)                  | 14. Autechaux (25032)                 | 15. Auxon-Dessous (25034)              | 16. Auxon-Dessus (25035)              |
| 17. Avanne-Aveney (25036)           | 18. Avilley (25038)                   | 19. Avoudrey (25039)                   | 20. Aïssey (25009)                    |
| 21. Bartherans (25044)              | 22. Battenans-les-Mines (25045)       | 23. Baume-les-Dames (25047)            | 24. Belmont (25052)                   |
| 25. Berthelange (25055)             | 26. Besançon (25056)                  | 27. Beure (25058)                      | 28. Blarians (25065)                  |
| 29. Bolandoz (25070)                | 30. Bonnal (25072)                    | 31. Bonnay (25073)                     | 32. Bonnevaux-le-Prieuré (25076)      |
| 33. Bouclans (25078)                | 34. Boussières (25084)                | 35. Braillans (25086)                  | 36. Breconchaux (25088)               |
| 37. Bremondans (25089)              | 38. Bretigney-Notre-Dame (25094)      | 39. Brères (25090)                     | 40. Buffard (25098)                   |
| 41. Burgille (25101)                | 42. Busy (25103)                      | 43. By (25104)                         | 44. Byans-sur-Doubs (25105)           |
| 45. Cademène (25106)                | 46. Cendrey (25107)                   | 47. Cessey (25109)                     | 48. Chalezeule (25112)                |
| 49. Chalèze (25111)                 | 50. Champagney (25115)                | 51. Champlive (25116)                  | 52. Champoux (25117)                  |
| 53. Champvans-les-Moulins (25119)   | 54. Chantrans (25120)                 | 55. Charbonnières-les-Sapins (25123)   | 56. Charnay (25126)                   |
| 57. Chasnans (25128)                | 58. Chassagne-Saint-Denis (25129)     | 59. Chaucenne (25136)                  | 60. Chaudefontaine (25137)            |
| 61. Chaux-lès-Passavant (25141)     | 62. Chay (25143)                      | 63. Chemaudin (25147)                  | 64. Chenecey-Buillon (25149)          |
| 65. Chevigney-lès-Vercel (25151)    | 66. Chevigney-sur-l'Ognon (25150)     | 67. Chevroz (25153)                    | 68. Chouzelot (25154)                 |
| 69. Châteauvieux-les-Fossés (25130) | 70. Châtillon-Guyotte (25132)         | 71. Châtillon-le-Duc (25133)           | 72. Châtillon-sur-Lison (25134)       |
| 73. Cléron (25155)                  | 74. Consolation-Maisonnettes (25161)  | 75. Corcelle-Mieslot (25163)           | 76. Corcelles-Ferrières (25162)       |
| 77. Corcondray (25164)              | 78. Courcelles (25171)                | 79. Courchapon (25172)                 | 80. Courtetain-et-Salans (25175)      |
| 81. Crouzet-Migette (25180)         | 82. Cubrial (25181)                   | 83. Cubry (25182)                      | 84. Cusance (25183)                   |
| 85. Cuse-et-Adrisans (25184)        | 86. Cussey-sur-Lison (25185)          | 87. Cussey-sur-l'Ognon (25186)         | 88. Côtebrune (25166)                 |
| 89. Dammartin-les-Templiers (25189) | 90. Dannemarie-sur-Crète (25195)      | 91. Deluz (25197)                      | 92. Devecey (25200)                   |
| 93. Domprel (25203)                 | 94. Durnes (25208)                    | 95. Déservillers (25199)               | 96. Esnans (25221)                    |
| 97. Eysson (25231)                  | 98. Fallerans (25233)                 | 99. Ferrières-les-Bois (25235)         | 100. Fertans (25236)                  |
| 101. Flagey (25241)                 | 102. Flagey-Rigney (25242)            | 103. Flangebouche (25243)              | 104. Fontain (25245)                  |
| 105. Fontenelle-Montby (25247)      | 106. Fontenotte (25249)               | 107. Foucherans (25250)                | 108. Fourbanne (25251)                |
| 109. Fourg (25253)                  | 110. Fournets-Luisans (25288)         | 111. Franey (25257)                    | 112. Franois (25258)                  |
| 113. Fuans (25262)                  | 114. Geneuille (25265)                | 115. Gennes (25267)                    | 116. Germondans (25269)               |
| 117. Germéfontaine (25268)          | 118. Gevresin (25270)                 | 119. Glamondans (25273)                | 120. Gondenans-Montby (25276)         |
| 121. Gondenans-les-Moulins (25277)  | 122. Gonsans (25278)                  | 123. Gouhelans (25279)                 | 124. Goux-sous-Landet (25283)         |
| 125. Grandfontaine (25287)          | 126. Grandfontaine-sur-Creuse (25289) | 127. Grosbois (25298)                  | 128. Guillon-les-Bains (25299)        |
| 129. Guyans-Durnes (25300)          | 130. Guyans-Vennes (25301)            | 131. Hautepierre-le-Châtelet (25302)   | 132. Huanne-Montmartin (25310)        |
| 133. Hyèvre-Magny (25312)           | 134. Hyèvre-Paroisse (25313)          | 135. Jallerange (25317)                | 136. L'Hôpital-du-Grosbois (25305)    |
| 137. L'Écouvotte (25215)            | 138. La Bretenière (25092)            | 139. La Chevillotte (25152)            | 140. La Sommette (25550)              |
| 141. La Tour-de-Sçay (25566)        | 142. La Vèze (25611)                  | 143. Labergement-du-Navois (25319)     | 144. Laissey (25323)                  |
| 145. Lanans (25324)                 | 146. Landresse (25325)                | 147. Lantenne-Vertière (25326)         | 148. Larnod (25328)                   |
| 149. Lavans-Quingey (25330)         | 150. Lavans-Vuillafans (25331)        | 151. Lavernay (25332)                  | 152. Laviron (25333)                  |
| 153. Le Gratteris (25297)           | 154. Le Moutherot (25414)             | 155. Le Puy (25474)                    | 156. Liesle (25336)                   |
| 157. Lizine (25338)                 | 158. Lods (25339)                     | 159. Lombard (25340)                   | 160. Lomont-sur-Crête (25341)         |
| 161. Longechaux (25342)             | 162. Longemaison (25343)              | 163. Longeville (25346)                | 164. Loray (25349)                    |
| 165. Luxiol (25354)                 | 166. Magny-Châtelard (25355)          | 167. Malans (25359)                    | 168. Malbrans (25360)                 |
| 169. Mamirolle (25364)              | 170. Marchaux (25368)                 | 171. Mazerolles-le-Salin (25371)       | 172. Mercey-le-Grand (25374)          |
| 173. Mesmay (25379)                 | 174. Miserey-Salines (25381)          | 175. Moncey (25382)                    | 176. Moncley (25383)                  |
| 177. Mondon (25384)                 | 178. Montagney-Servigney (25385)      | 179. Montfaucon (25395)                | 180. Montferrand-le-Château (25397)   |
| 181. Montfort (25399)               | 182. Montgesoye (25400)               | 183. Montivernage (25401)              | 184. Montmahoux (25404)               |
| 185. Montrond-le-Château (25406)    | 186. Montussaint (25408)              | 187. Morre (25410)                     | 188. Mouthier-Haute-Pierre (25415)    |
| 189. Myon (25416)                   | 190. Mérey-Vieilley (25376)           | 191. Mérey-sous-Montrond (25375)       | 192. Mésandans (25377)                |
| 193. Naisey-les-Granges (25417)     | 194. Nancray (25418)                  | 195. Nans (25419)                      | 196. Nans-sous-Sainte-Anne (25420)    |
| 197. Nods (25424)                   | 198. Noironte (25427)                 | 199. Novillars (25429)                 | 200. Ollans (25430)                   |
| 201. Orchamps-Vennes (25432)        | 202. Ornans (25434)                   | 203. Orsans (25435)                    | 204. Osse (25437)                     |
| 205. Osselle (25438)                | 206. Ougney-Douvot (25439)            | 207. Ouvans (25441)                    | 208. Palantine (25443)                |
| 209. Palise (25444)                 | 210. Paroy (25445)                    | 211. Passavant (25446)                 | 212. Passonfontaine (25447)           |
| 213. Pelousey (25448)               | 214. Pessans (25450)                  | 215. Pierrefontaine-les-Varans (25453) | 216. Pirey (25454)                    |
| 217. Placey (25455)                 | 218. Plaimbois-Vennes (25457)         | 219. Pointvillers (25460)              | 220. Pont-les-Moulins (25465)         |
| 221. Pouilley-Français (25466)      | 222. Pouilley-les-Vignes (25467)      | 223. Pouligney-Lusans (25468)          | 224. Puessans (25472)                 |
| 225. Pugey (25473)                  | 226. Quingey (25475)                  | 227. Rancenay (25477)                  | 228. Rantechaux (25480)               |
| 229. Recologne (25482)              | 230. Rennes-sur-Loue (25488)          | 231. Reugney (25489)                   | 232. Rigney (25490)                   |
| 233. Rignosot (25491)               | 234. Rillans (25492)                  | 235. Roche-lez-Beaupré (25495)         | 236. Rognon (25498)                   |
| 237. Romain (25499)                 | 238. Ronchaux (25500)                 | 239. Roset-Fluans (25502)              | 240. Rougemont (25505)                |
| 241. Rougemontot (25506)            | 242. Rouhe (25507)                    | 243. Roulans (25508)                   | 244. Routelle (25509)                 |
| 245. Ruffey-le-Château (25510)      | 246. Rurey (25511)                    | 247. Saint-Hilaire (25518)             | 248. Saint-Juan (25520)               |
| 249. Saint-Vit (25527)              | 250. Sainte-Anne (25513)              | 251. Samson (25528)                    | 252. Saraz (25533)                    |
| 253. Saules (25535)                 | 254. Sauvagney (25536)                | 255. Saône (25532)                     | 256. Scey-Maisières (25537)           |
| 257. Serre-les-Sapins (25542)       | 258. Servin (25544)                   | 259. Silley-Amancey (25545)            | 260. Silley-Bléfond (25546)           |
| 261. Séchin (25538)                 | 262. Tallans (25556)                  | 263. Tallenay (25557)                  | 264. Tarcenay (25558)                 |
| 265. Thise (25560)                  | 266. Thoraise (25561)                 | 267. Thurey-le-Mont (25563)            | 268. Torpes (25564)                   |
| 269. Tournans (25567)               | 270. Tressandans (25570)              | 271. Trouvans (25572)                  | 272. Trépot (25569)                   |
| 273. Uzelle (25574)                 | 274. Vaire-Arcier (25575)             | 275. Vaire-le-Petit (25576)            | 276. Val-de-Roulans (25579)           |
| 277. Valdahon (25578)               | 278. Valleroy (25582)                 | 279. Vanclans (25585)                  | 280. Vauchamps (25587)                |
| 281. Vaudrivillers (25590)          | 282. Vaux-les-Prés (25593)            | 283. Velesmes-Essarts (25594)          | 284. Vellerot-lès-Vercel (25596)      |
| 285. Venise (25598)                 | 286. Vennans (25599)                  | 287. Vennes (25600)                    | 288. Vercel-Villedieu-le-Camp (25601) |
| 289. Vergranne (25602)              | 290. Verne (25604)                    | 291. Vernierfontaine (25605)           | 292. Verrières-du-Grosbois (25610)    |
| 293. Vieilley (25612)               | 294. Villars-Saint-Georges (25616)    | 295. Villers-Buzon (25622)             | 296. Villers-Chief (25623)            |
| 297. Villers-Grélot (25624)         | 298. Villers-Saint-Martin (25626)     | 299. Villers-la-Combe (25625)          | 300. Villers-sous-Montrond (25628)    |
| 301. Viéthorey (25613)              | 302. Voillans (25629)                 | 303. Voires (25630)                    | 304. Vorges-les-Pins (25631)          |
| 305. Vuillafans (25633)             | 306. Échay (25209)                    | 307. Échevannes (25211)                | 308. École-Valentin (25212)           |
| 309. Émagny (25217)                 | 310. Épenouse (25218)                 | 311. Épenoy (25219)                    | 312. Épeugney (25220)                 |
| 313. Étalans (25222)                | 314. Éternoz (25223)                  | 315. Étrabonne (25225)                 | 316. Étray (25227)                    |